# 大渡博之
大渡 博之（おおわたり ひろゆき、1976年12月21日 - ）は、日本の空手道選手、キックボクサー。東京都出身。早稲田大学卒業。正道会館東京本部所属。
広告代理店の電通で営業職として勤務しながら正道会館東京本部で稽古を重ねている。
安廣一哉のK-1参戦後、正道会館軽量級のエースとして4度の優勝を果たした。

## 来歴
1999年9月26日、正道会館 第1回ウエイト制オープントーナメント 全日本空手道選手権大会 軽量級に出場し、ベスト4。
2000年9月10日、正道会館 第2回ウエイト制オープントーナメント 全日本空手道選手権大会 軽量級に出場。準々決勝で宮野孝裕に敗れベスト8。
2001年9月2日、正道会館 第3回ウエイト制オープントーナメント 全日本空手道選手権大会 軽量級に出場。決勝で高雄文男を破り初優勝を果たした。
2002年9月1日、正道会館 第4回ウエイト制オープントーナメント 全日本空手道選手権大会 軽量級に出場。決勝で高雄文男を破り2年連続で優勝を果たした。
2004年9月5日、正道会館 第6回ウエイト制オープントーナメント 全日本空手道選手権大会 軽量級に出場。決勝で若槻昌高を破り3度目の優勝を果たした。
2005年5月3日、第16回全日本新空手道選手権大会 K-2トーナメント中量級で準優勝を果たした。
2005年9月4日、正道会館 第7回ウエイト制オープントーナメント 全日本空手道選手権大会 軽量級に出場。決勝で川本信広を破り4度目の優勝を果たした。
2006年9月3日、R.I.S.E.のアマ部門「KAMINARIMON CLIMAX '06」70kg級で準優勝を果たした。
2006年10月29日、R.I.S.E.において29歳でプロデビュー。
2008年3月2日、「K-1 JAPAN TRYOUT 2008」に参加し、ミドル級で合格を果たした。
2008年7月7日、K-1デビューとなるK-1 WORLD MAX 2008 FINAL8でMASAKIと対戦。首相撲からの左膝蹴りで右目尻をカットさせ、TKO勝ちを収めた。MASAKIは試合後10針縫った。
2009年2月23日、K-1 WORLD MAX 2009で我龍真吾と再戦し、判定負けを喫した。
2009年11月2日、初参戦となったKrushで宝樹まもると対戦し、左フックでKO勝ち。
2010年3月27日、K-1 WORLD MAX 2010 〜-70kg Japan Tournament〜のオープニングファイトで引退試合を行い、内村洋次郎から計3度のダウンを奪ってのTKO勝ちを収めた。

## 戦績

### プロキックボクシング
| キックボクシング 戦績 | キックボクシング 戦績 | キックボクシング 戦績 | キックボクシング 戦績 | キックボクシング 戦績 | キックボクシング 戦績 | キックボクシング 戦績 |
| --------------------- | --------------------- | --------------------- | --------------------- | --------------------- | --------------------- | --------------------- |
| 13 試合               | (T)KO                 | 判定                  | その他                | 引き分け              | 無効試合              |                       |
| 9 勝                  | 6                     | 3                     | 0                     | 0                     | 0                     |                       |
| 4 敗                  | 1                     | 3                     | 0                     | 0                     | 0                     |                       |

| 勝敗 | 対戦相手   | 試合結果                                      | 大会名                                                                   | 開催年月日     |
| ○    | 内村洋次郎 | 2R 1:15 TKO（タオル投入）                     | K-1 WORLD MAX 2010 〜-70kg Japan Tournament〜 【大渡博之引退試合】       | 2010年3月27日  |
| ○    | 宝樹まもる | 1R 1:27 KO（左フック）                        | Krushライト級グランプリ2009 〜決勝戦 Final Round〜                       | 2009年11月2日  |
| ○    | NITRO大輔  | 3R終了 判定3-0                                | RISE 55                                                                  | 2009年5月31日  |
| ×    | 我龍真吾   | 3R終了 判定0-2                                | K-1 WORLD MAX 2009 〜日本代表決定トーナメント〜 【オープニングファイト】 | 2009年2月23日  |
| ×    | 國安浩史   | 3R 2:38 KO（右フック）                        | R.I.S.E. 51                                                              | 2008年11月30日 |
| ○    | MASAKI     | 1R 1:53 TKO（ドクターストップ：右目尻カット） | K-1 WORLD MAX 2008 World Championship Tournament FINAL8                  | 2008年7月7日   |
| ○    | 涼平       | 1R 0:33 KO（膝蹴り）                          | M-1 FAIRTEX フレッシュマンズ in 大森 STAGE IV                            | 2008年4月6日   |
| ○    | 克         | 3R終了 判定3-0                                | R.I.S.E. DEAD OR ALIVE TOURNAMENT '07 【RISING STAGE】                   | 2007年12月16日 |
| ×    | 小宮山大介 | 3R+延長R終了 判定0-3                          | R.I.S.E.-β- "L7"                                                         | 2007年10月28日 |
| ○    | 古川照明   | 3R終了 判定3-0                                | R.I.S.E. XXXVIII                                                         | 2007年7月22日  |
| ○    | 剣         | 2R 2:28 KO（左膝蹴り）                        | R.I.S.E. XXXV                                                            | 2007年4月29日  |
| ×    | 日菜太     | 3R終了 判定0-3                                | R.I.S.E. DEAD OR ALIVE TOURNAMENT '06 【オープニングマッチ】             | 2006年12月17日 |
| ○    | 飛本栽     | 2R 1:07 KO                                    | R.I.S.E. XXX                                                             | 2006年10月29日 |

## 獲得タイトル
- 正道会館 第3回ウエイト制オープントーナメント 全日本空手道選手権大会 軽量級 優勝（2001年）[3]
- 正道会館 第4回ウエイト制オープントーナメント 全日本空手道選手権大会 軽量級 優勝（2002年）[4]
- 正道会館 第6回ウエイト制オープントーナメント 全日本空手道選手権大会 軽量級 優勝（2004年）[5]
- 正道会館 第7回ウエイト制オープントーナメント 全日本空手道選手権大会 軽量級 優勝（2005年）[7]

## 出演
- TOURNAMENT（2012年）